# 1. deild Wysp Owczych (1982)
W roku 1982 odbyła się 40. edycja 1.deild (dziś, od 2012 roku zwanej Effodeildin), czyli pierwszej ligi piłki nożnej archipelagu Wysp Owczych. Obrońcą tytułu mistrzowskiego był stołeczny klub piłkarski HB Tórshavn, który i tym razem znalazł się na pierwszym miejscu w tabeli.
Teraz w Effodeildin mecze rozgrywa 10 zespołów. Sytuacja wyglądała inaczej w 1982 roku, było ich bowiem wtedy tylko osiem, albowiem na archipelagu istniało mniej niż współcześnie klubów. Tamten stan rzeczy został wprowadzony w rozgrywkach z 1979, kiedy powiększono liczbę zespołów o jeden. Od 1976 zespoły mogą być degradowane do niższej ligi, tym razem spadek spotkał ÍF Fuglafjørður.
Królem strzelców turnieju został zawodnik nazwiskiem Jacobsen, który zdobył 9 bramek. Grał dla klubu HB Tórshavn.
Za zwycięstwo w tych rozgrywkach przyznawano jeszcze dwa punkty, a nie trzy, jak to ma obecnie miejsce.

## Uczestnicy
| Uczestnicy 1. deild 1981                                                                                      | Uczestnicy 1. deild 1981 | Uczestnicy 1. deild 1981 | Uczestnicy 1. deild 1981 |
| --- | ------------------------ | ------------------------ | ------------------------ |
| HB | HB Tórshavn              | 1                        |                          |
| TB | TB Tvøroyri              | 2                        |                          |
| GÍ | GÍ Gøta                  | 3                        |                          |
| B68 | B68 Toftir               | 4                        |                          |
| ÍF | ÍF Fuglafjørður          | 5                        |                          |
| B36 | B36 Tórshavn             | 6                        |                          |
| KÍ | KÍ Klaksvík              | 7                        |                          |
| Awans z 2. deild 1981                                                                                         |                          |                          |                          |
| LÍF | LÍF Leirvík              | 1                        |                          |
| Oznaczenia: - kolumna pierwsza – skróty nazw drużyn, - kolumna trzecia – miejsce zajęte w poprzednim sezonie. |                          |                          |                          |

## Rozgrywki

### Tabela ligowa
| Lp. | Drużyna             | M  | Z | R | P | Bramki | Bramki | Różn. | Pkt | Uwagi              |
| --- | ------------------- | -- | - | - | - | ------ | ------ | ----- | --- | ------------------ |
| 1   | HB Tórshavn (M)     | 14 | 9 | 4 | 1 | 24     | 9      | +15   | 22  |                    |
| 2   | TB Tvøroyri         | 14 | 7 | 5 | 2 | 29     | 17     | +12   | 19  |                    |
| 3   | KÍ Klaksvík         | 14 | 8 | 3 | 3 | 19     | 11     | +8    | 19  |                    |
| 4   | GÍ Gøta             | 14 | 6 | 2 | 6 | 13     | 17     | −4    | 14  |                    |
| 5   | B36 Tórshavn        | 14 | 4 | 3 | 7 | 14     | 21     | −7    | 11  |                    |
| 6   | LÍF Leirvík         | 14 | 3 | 4 | 7 | 14     | 24     | −10   | 10  |                    |
| 7   | B68 Toftir          | 14 | 3 | 3 | 8 | 20     | 26     | −6    | 9   |                    |
| 8   | ÍF Fuglafjørður (S) | 14 | 2 | 4 | 8 | 13     | 21     | −8    | 8   | Spadek do 2. deild |

### Wyniki spotkań
| Gospodarz \ Gość | B36 | B68 | GÍ  | HB  | ÍF  | KÍ  | LÍF | TB  |
| B36 Tórshavn     |     | 3:1 | 2:0 | 1:1 | 0:2 | 0:2 | 0:1 | 1:3 |
| B68 Toftir       | 0:0 |     | 1:2 | 1:2 | 1:1 | 2:0 | 2:2 | 2:3 |
| GÍ Gøta          | 2:0 | 2:0 |     | 0:1 | 2:1 | 0:2 | 2:1 | 1:1 |
| HB Tórshavn      | 4:2 | 3:0 | 4:0 |     | 2:1 | 1:0 | 1:0 | 1:1 |
| ÍF Fuglafjørður  | 3:1 | 1:2 | 0:1 | 1:1 |     | 0:2 | 1:3 | 0:0 |
| KÍ Klaksvík      | 1:1 | 2:1 | 1:1 | 1:0 | 1:0 |     | 1:1 | 3:1 |
| LÍF Leirvík      | 1:2 | 0:5 | 1:0 | 0:2 | 1:1 | 0:2 |     | 2:2 |
| TB Tvøroyri      | 0:1 | 5:2 | 2:0 | 1:1 | 4:1 | 3:1 | 3:1 |     |

Aktualne na 14 sierpnia 2012. Źródło: FaroeSoccer.com
Objaśnienia:
1Drużyna gospodarzy jest wymieniona po lewej stronie tabeli.
Kolory: zielony – zwycięstwo gospodarzy, żółty – remis, różowy – zwycięstwo gości.